# Aggius
Aggius (Àggju in gallurese /'aɟːu/, Ázos in sardo) è un comune italiano di 1 384 abitanti della provincia della Gallura Nord-Est Sardegna, nella subregione storica della Gallura.
Sorge ai piedi di una cresta granitica a 514 metri sul livello del mare. In seguito alla soppressione della provincia Olbia-Tempio, Aggius è rientrato a far parte della provincia di Sassari.
Aggius è nota per la conservazione del borgo medievale, centro storico per il quale è stata riconosciuta tra i Borghi Autentici d'Italia e si è fregiata della bandiera arancione del Touring Club Italiano.

## Origini del nome
Il suo nome, attestato, a partire dal 1341, con le forme Alvargos, Abbarios, Albargos, Albergas ed Albergues, potrebbe derivare dal greco "aghios" (ossia "sacrosanto"), oppure dal latino "agnus" (ossia "agnello"). Potrebbe derivare anche dalla parola "ajus", con significato di "senza diritto né legge", a sottolineare il carattere ribelle dei suoi originari abitanti.

## Storia
Si verifica la presenza dell'uomo nel territorio di Aggius già dall'epoca preistorica, come dimostrano le tracce ancora presenti in tutta l’area circostante il centro abitato: ripari sotto roccia, grotte, tafoni, nuraghi, domos de janas e conche sono ancora gli elementi di un paesaggio in cui il granito è il segno distintivo. Situa al confine tra Aggius e Tempio Pausania il nuraghe più antico di Gallura, il nuraghe Izzana.
Le origini dell'abitato sono antiche, ma il borgo fu edificato in età medioevale: appartenne al Giudicato di Gallura e fece parte della curatoria di Gemini. Alla caduta del giudicato (1288) fu conteso per diversi anni tra i Doria, il Giudicato di Arborea e la Repubblica di Pisa, per poi passare agli Aragonesi nel 1324 e divenire un feudo. In questo periodo il paese viene citato per la prima volta come Alvargos, Abbarios, Albargos, Albergas ed Albergues. Il nome Agios si incontra per la prima volta in una tabella fatta compilare dal re d'Aragona nel 1358. In seguito alla contesa con Arborea ed alla battaglia di Sanluri (1409), gli Aragonesi ne divennero assoluti signori, per arrivare alla dominazione spagnola la quale ha condizionato notevolmente il dialetto, gli usi e i costumi della popolazione.
Aggius viene ricordato, nel XVI secolo, come centro di falsari, la cui zecca era situata nel monte Fraili, sulla catena di monti che sovrasta il borgo, il quale fu punto di ricovero dei banditi di tutto il territorio: perciò Aggius si fregia, tra i tanti, anche del titolo di "città del banditismo".

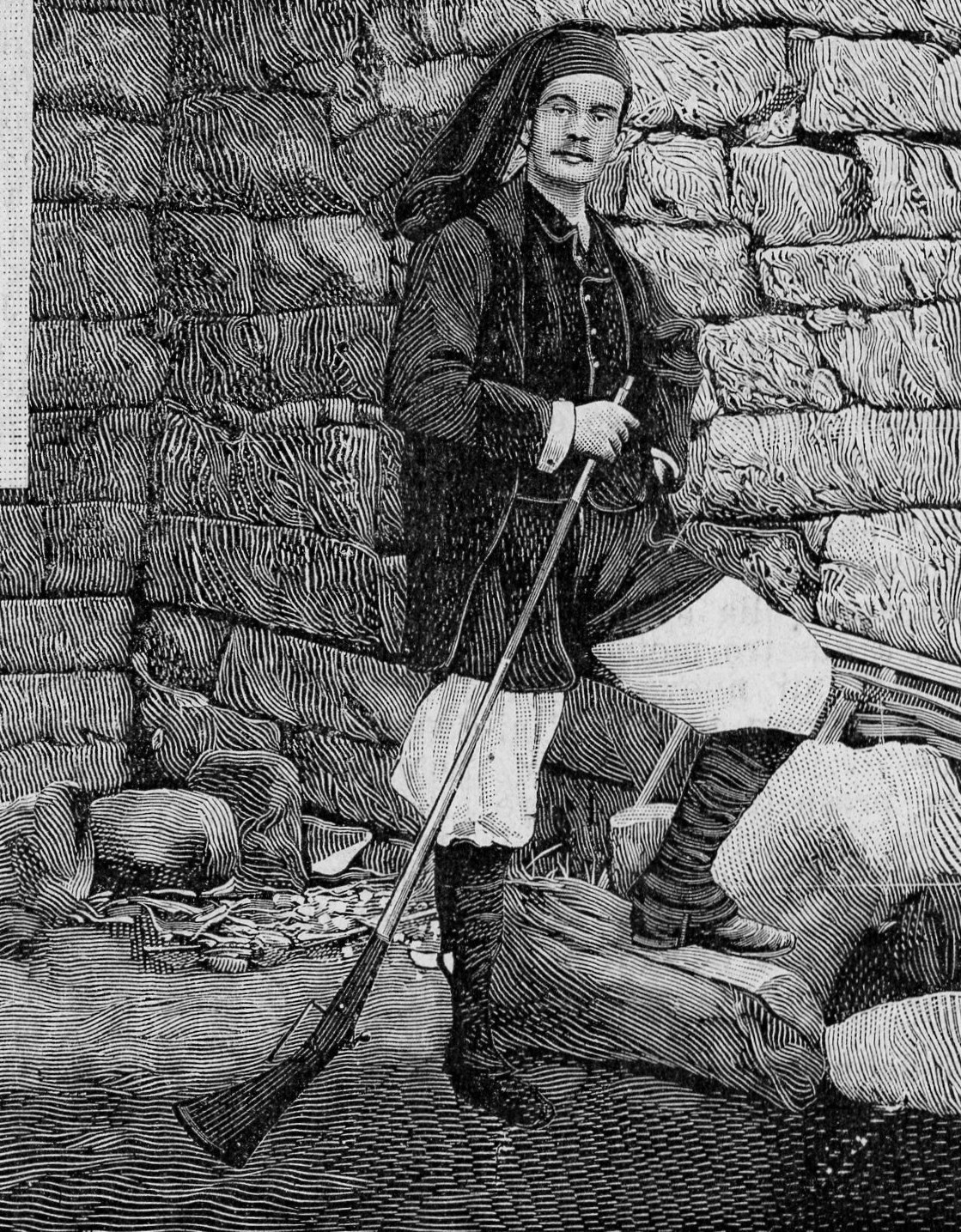
Costume di Aggius (xilografia, 1901)

Nel secolo XVIII, in epoca sabauda, fu incorporato nel Marchesato di Gallura feudo dei Fadriguez Fernandez, ai quali fu riscattato nel 1839 con la soppressione del sistema feudale. Divenne quindi un comune amministrato da un sindaco e da un consiglio comunale.
Fu in questo periodo che Aggius insorse nella primavera dei popoli, nel 1848, diventando una repubblica autonoma per 48 ore. Per tutto l'Ottocento la cittadina fu dilaniata da aspre e numerose faide familiari, delle quali sono testimonianza i romanzi Notte sarda di Pietro Casu ed Il muto di Gallura di Enrico Costa.

### Simboli
Lo stemma e il gonfalone del comune di Aggius sono stati concessi con decreto del presidente della Repubblica del 13 giugno 2002.
Il gonfalone è costituito da un drappo di rosso.

## Monumenti e luoghi d'interesse

### Luoghi di interesse naturalistico
- Piana dei Grandi Sassi, anche detta Valle della Luna (da non confondere con l'altra Valle della Luna, nel comune di Santa Teresa Gallura), una distesa pianeggiante ma non uniforme ricadente nel territorio comunale del borgo di Aggius. Per i naturalisti  è un "unicum", raffrontabile con poche altre aree similari nella penisola ed anche nel continente europeo. Le fogge strane e bizzarre delle rocce granitiche che la caratterizzano le conferiscono una certa spettacolarità e un aspetto di forte suggestione. A questa  scenografica piana dalla quale emergono numerosi ed enormi massi di granito, fu attribuito dalla facoltà di Agraria dell'Università di Sassari il nome di "Piana dei Grandi Sassi". Fu in seguito la pubblicistica ambientale-turistica a darle l'appellativo di "Valle della Luna". Questi massi, risalenti alle glaciazioni del periodo quaternario, sono poi stati arrotondati e lavorati dall'erosione finendo per avere l'aspetto attuale.[8]

## Società

### Evoluzione demografica
Abitanti censiti

### Etnie e minoranze straniere
Secondo i dati ISTAT la popolazione straniera residente al 31 dicembre 2010 era di 27 persone.
Le nazionalità maggiormente rappresentate in base alla loro percentuale sul totale della popolazione residente erano:
- Marocco 17 1,04%

### Lingue e dialetti
La lingua di Aggius è quella gallurese, con la specificità di alcune forme lessicali e dell'utilizzo fonetico della Z al posto della C palatale: (it. cielo, gall. celu, agg. zelu).

## Cultura

### Istruzione

#### Musei
- Museo etnografico Oliva Carta Cannas (dal 2004)
- Museo del banditismo (dal 2010)
- Museo AAAperto (dal 2018)[10][11][12]
- Museo dell’Amore Perduto (dal 2019)[13]
- Museo del Ghirigoro (dal 2021)

### Musica
Da rimarcare la presenza ad Aggius di un rinomato coro, soprannominato dal D'Annunzio "Coro del galletto di Gallura" per via delle sue caratteristiche sonorità.

## Economia
L'economia poggia sul settore agricolo-pastorale (Aggius ricade nella zona di produzione del Vermentino di Gallura DOCG), sull'artigianato industriale, edilizia, falegnameria, carpenteria metallica, marmi e graniti, sui servizi, sul terziario e sull'artigianato artistico; quest'ultimo si distingue per l'arte della tessitura, finalizzata alla produzione di tappeti ed arazzi, realizzati con telai orizzontali e caratterizzati dalle grandi dimensioni, dalla prevalenza dei colori giallo, nero, rosso, viola, dai disegni geometrici ricorsivi, dalle figure ispirate ad elementi della natura.

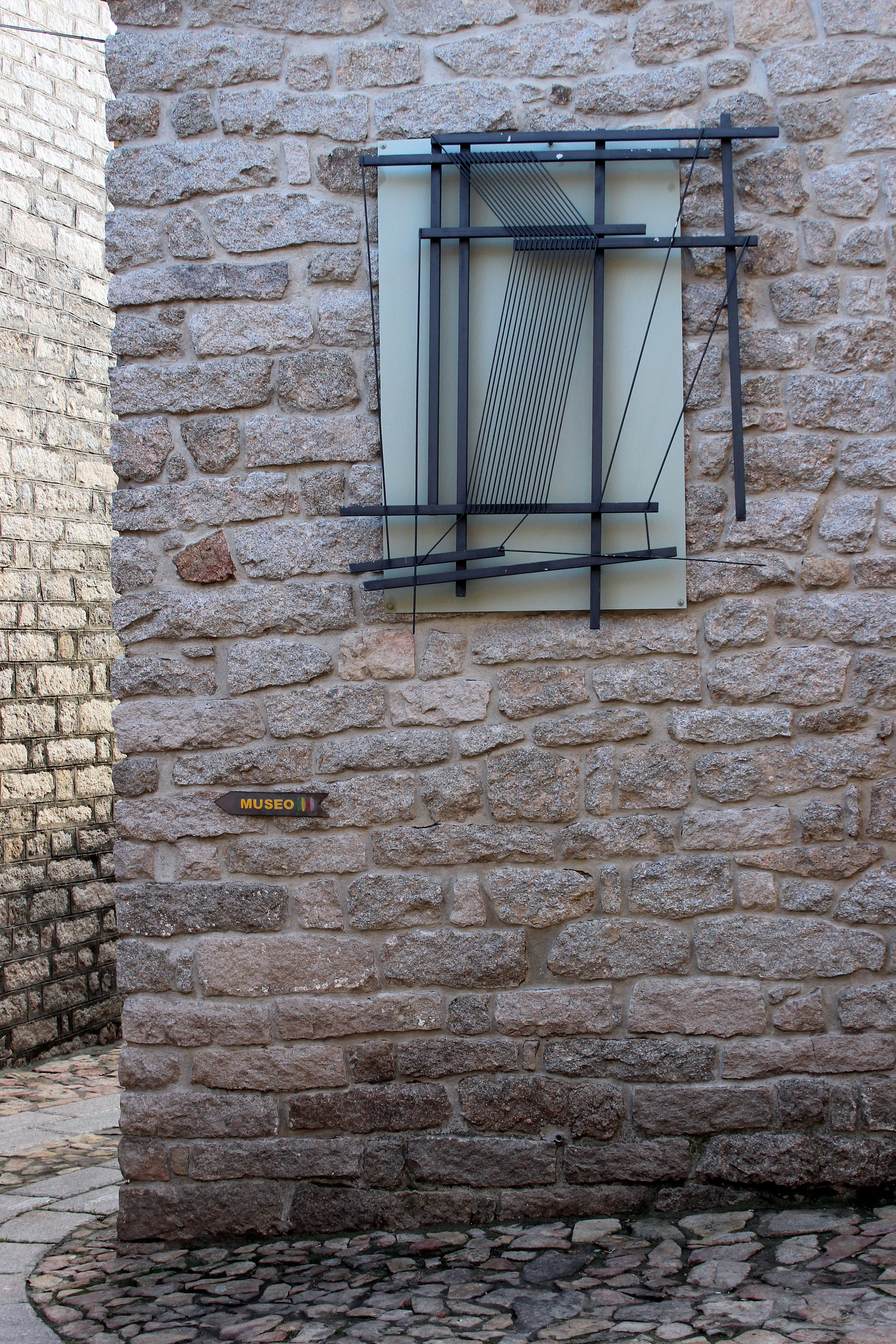
Installazione murale di Maria Lai ispirata alla tessitura

## Infrastrutture e trasporti

### Ferrovie

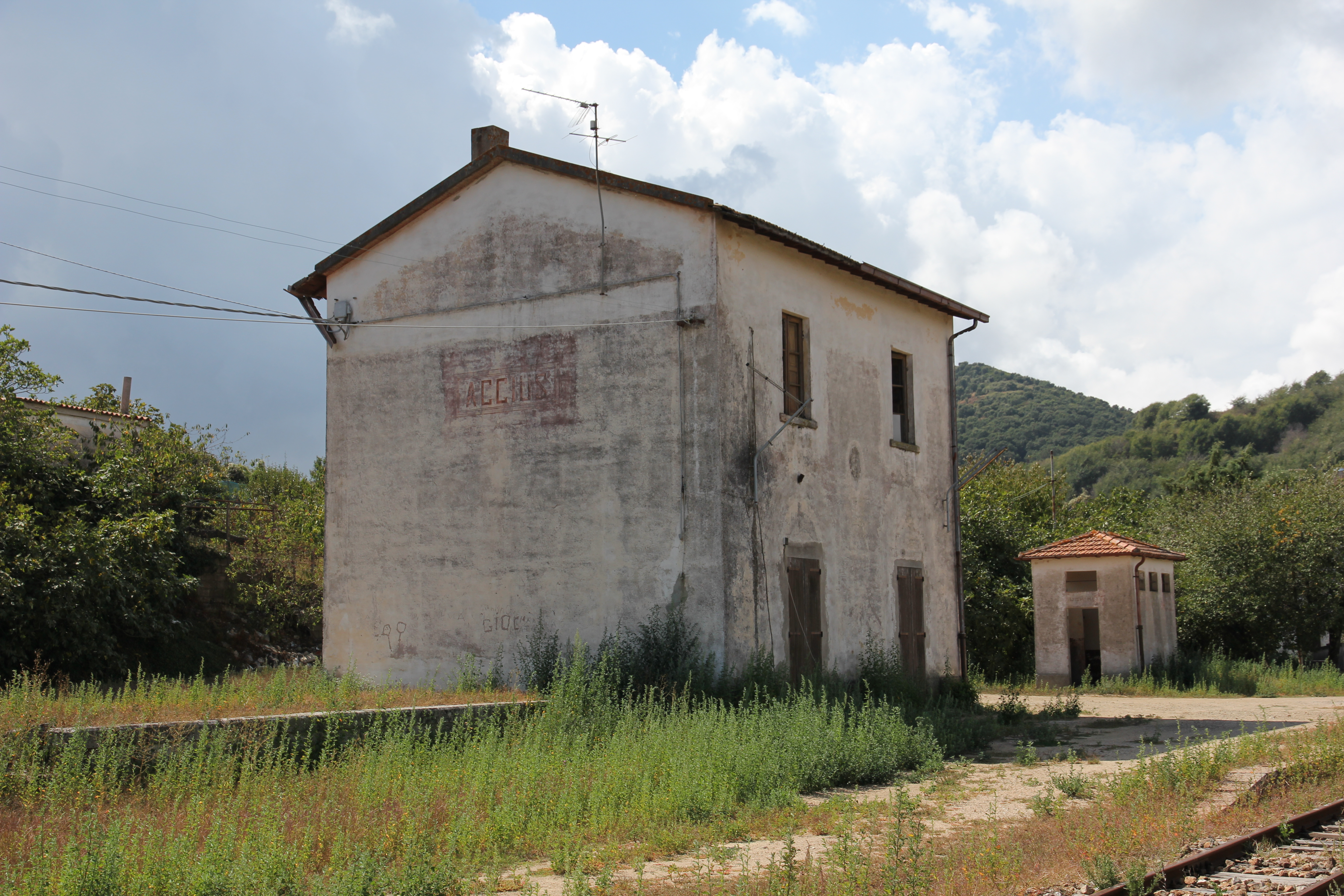
La fermata di Aggius, posta alcuni chilometri a sud dell'abitato

Il comune è servito dalla fermata di Aggius, situata nel territorio comunale di Tempio Pausania e posta lungo la ferrovia Sassari-Tempio-Palau, linea utilizzata in questo tratto sino al 1997 per i servizi di trasporto pubblico e successivamente per esclusivi impieghi turistici legati al Trenino Verde.

## Amministrazione

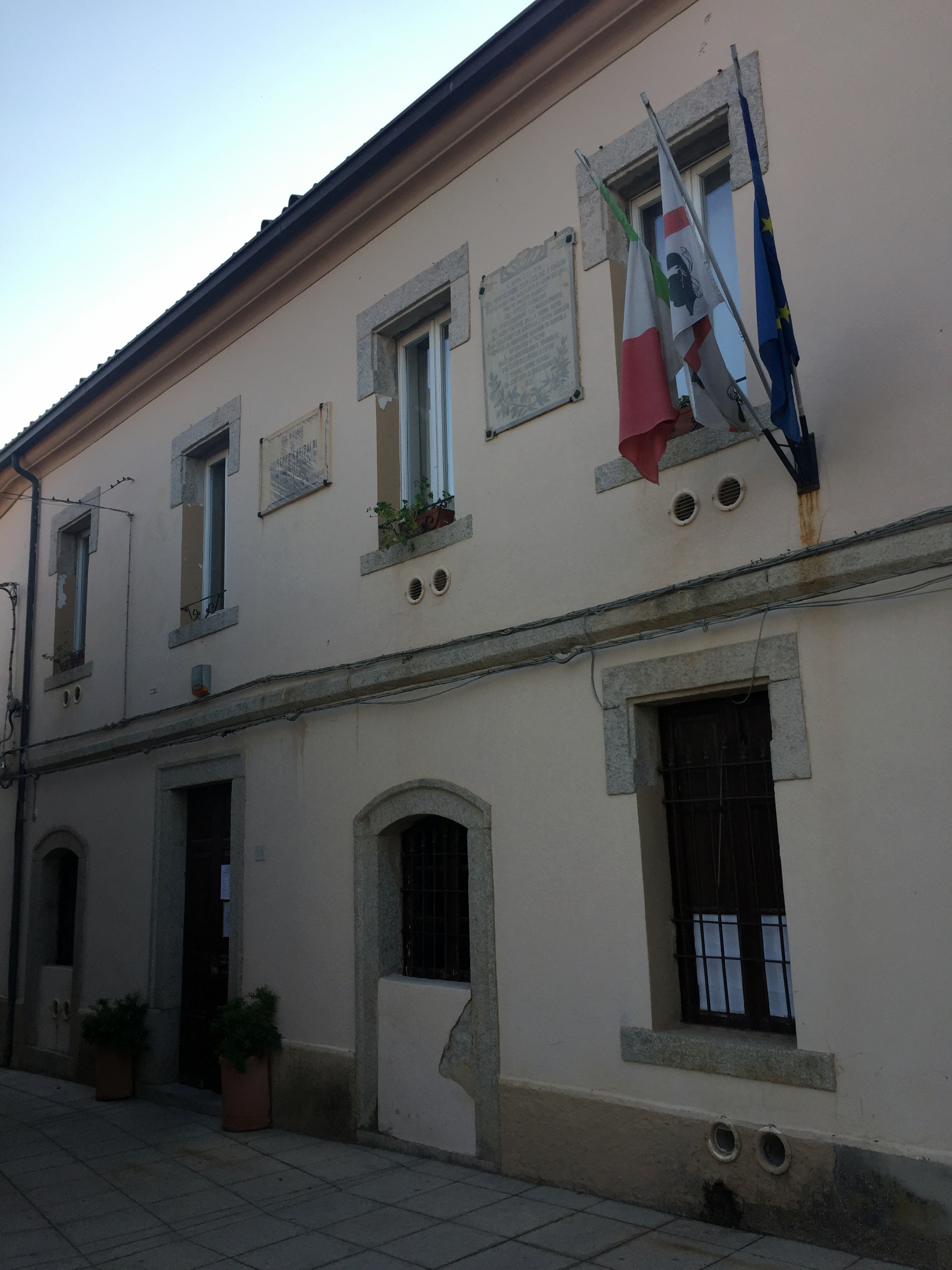
Municipio

| Periodo         | Periodo         | Primo cittadino            | Partito                         | Carica  | Note   |
| --------------- | --------------- | -------------------------- | ------------------------------- | ------- | ------ |
| 23 aprile 1995  | 16 aprile 2000  | Maddalena Vasa             | lista civica                    | Sindaco | [ 17 ] |
| 16 aprile 2000  | 8 maggio 2005   | Francesco Muntoni          | lista civica                    | Sindaco | [ 18 ] |
| 8 maggio 2005   | 30 maggio 2010  | Giovanni Francesco Muntoni | lista civica                    | Sindaco | [ 19 ] |
| 30 maggio 2010  | 31 maggio 2015  | Giovanni Francesco Muntoni | lista civica "Uniti per Aggius" | Sindaco | [ 20 ] |
| 31 maggio 2015  | 26 ottobre 2020 | Nicola Muzzu               | lista civica "Uniti per Aggius" | Sindaco | [ 21 ] |
| 26 ottobre 2020 | in carica       | Nicola Muzzu               | lista civica "Aggius Insieme"   | Sindaco | [ 22 ] |